# Carnevale Europeo delle Maschere Zoomorfe
Il Carnevale Europeo delle Maschere Zoomorfe è un evento che si tiene ad Isernia, ogni anno, dal 2023. Riunisce maschere zoomorfe da tutt'Europa in una festa che dura tre o quattro giorni.

## Svolgimento

### Presentazione
Il festival si apre di solito con la presentazione delle maschere presenti, con conferenze stampa sul carnevale e con la distribuzione di materiale informativo.

### Il Grande Corteo in Maschera[2]
Il secondo giorno si tiene il "Grande Corteo in Maschera", dove tutti i gruppi carnevaleschi sfilano per le vie di Isernia in un corteo che arriva in Piazza Andrea d'Isernia dove ogni maschera viene presentata e descritta.
La serata si conclude con un concerto in Piazza Andrea d'Isernia.

### Rappresentazione delle pantomime
Il terzo/quarto giorno alcuni dei gruppi si esibiscono a teatro nelle loro pantomime che a volte sono impossibili da fare nel Grande Corteo in Maschera.
Nella seconda edizione le maschere si sono esibite all'Auditorium 10 settembre 1943, ad Isernia, mentre nella terza edizione si sono esibite all'ex-mercato coperto di Campobasso. 

### Maschere Zoomorfe in Libertà[3]
Durante la prima edizione ha avuto successo l'evento "Maschere Zoomorfe in Libertà", il terzo giorno dove le maschere girano in Piazza Andrea d'Isernia senza dover stare nel loro gruppo ed interagiscono con gli spettatori.

### Date
1ª edizione: 23-24-25-26 febbraio 2023;
2ª edizione: 23-24-25 febbraio 2024;
3ª edizione: 14-15-16 marzo 2025.

## Maschere presenti[4][5]
| Maschere                   | Località                          | Altre maschere dello stesso gruppo                                                   | Foto | Edizioni         |
| -------------------------- | --------------------------------- | ------------------------------------------------------------------------------------ | ---- | ---------------- |
| Zvončari                   | Halubje, Croazia                  |                                                                                      |      | 2023             |
| Landzette                  | Allein, Italia                    |                                                                                      |      | 2023             |
| Didi s Kamešnice           | Gljcev, Croazia                   |                                                                                      |      | 2023             |
| Arestes e s'Urtzu Pretistu | Sorgono, Italia                   |                                                                                      |      | 2023             |
| Maschere Cornute           | Aliano, Italia                    |                                                                                      |      | 2023             |
| Momotxorros                | Alsasua, Spagna                   | Deabrua Sorginak Juan-tran-posoak Maskaritak                                         |      | 2023             |
| Diavolo                    | Tufara, Italia                    | Pulcinella-Morte Folletti-Monaci Giuria Pisciatur Genitori di Carnevale              |      | 2023, 2024       |
| Uomo-Cervo                 | Castelnuovo al Volturno, Italia   | Donna-Cervo Martino Janare Cacciatore Popolane Maone                                 |      | 2023, 2024       |
| Uomo-Orso                  | Jelsi, Italia                     | Sindaco Parroco Maresciallo Domatore Musicisti                                       |      | 2023, 2024, 2025 |
| Kurenti                    | Ptuj, Slovenia                    | Hudič                                                                                |      | 2023, 2024, 2025 |
| Brutt, Bell e Santa Monna  | Macchiagodena, Italia             | Morte Ubriacone Calzolaio Riparatore di sedie Prete Sindaco Spose Cantante Suonatori |      | 2023, 2024, 2025 |
| Boes e Merdules            | Ottana, Italia                    | Filonzana                                                                            |      | 2024             |
| Orso                       | Saponara, Italia                  | Corte principesca                                                                    |      | 2024             |
| Survakari                  | Sadovik, Bulgaria                 |                                                                                      |      | 2024             |
| Pulgenella                 | Castiglione Messer Marino, Italia |                                                                                      |      | 2024             |
| Meckari                    | Prilep, Macedonia del Nord        |                                                                                      |      | 2024, 2025       |
| Boi e Omadori              | Escalaplano, Italia               | Fui Janna Morti                                                                      |      | 2024, 2025       |
| Djolomari                  | Begniste, Macedonia del Nord      | Nonna Sposa                                                                          |      | 2024, 2025       |
| Mamutzones                 | Samugheo, Italia                  | S'Urtzu Omadore                                                                      |      | 2025             |
| Errobiko Joaldunak         | Saint-Pierre d'Irube, Francia     | Dute                                                                                 |      | 2025             |
| Belli e Brutti             | Suvero, Italia                    |                                                                                      |      | 2025             |
| Chaushi                    | Razlog, Bulgaria                  |                                                                                      |      | 2025             |
| Lachera                    | Rocca Grimalda, Italia            | Sposo Sposa Mulattieri Trapulin Bebè Uomo Nero                                       |      | 2025             |
| Urs                        | Teana, Italia                     | Sposo Sposa Carabinieri Prete Sacrestano Medici Pzzent Quaremma Zampognari Carnevale |      | 2025             |

## L'Uomo, l'Animale, la Maschera
Il 7 febbraio 1998 ad Isernia si tenne l'evento "l'Uomo, l'Animale, la Maschera", in cui sfilarono l'Orso di Putignano, l'Uomo-Cervo di Castelnuovo al Volturno, i Mamutzones di Samugheo, il Diavolo di Tufara ed i Tumbarinos di Gavoi. Si può dire che quest'evento abbia ispirato il Carnevale Europeo delle Maschere Zoomorfe. 